# Castellum (volleybalclub)
Castellum is een volleybalvereniging uit Alphen aan den Rijn. Het is de enige competitie spelende vereniging in de stad en telt ongeveer 350 leden. De vereniging is ontstaan uit de fusie van twee volleybalclubs uit Alphen aan den Rijn, de naam komt voor uit de historie van Alphen, als Romeinse nederzetting.